# Friedrich Aßmus
Friedrich Aßmus (* 24. September 1907 in Straßburg; † 20. März 1992 in Gemmingen) war ein deutscher Physiker. Er war Gründungsdirektor der Staatlichen Ingenieurschule für Feinwerktechnik in Furtwangen und der Staatlichen Ingenieurschule Heilbronn.

## Leben
Friedrich Aßmus war von 1947 bis 1961 Direktor der neugegründeten Staatlichen Ingenieurschule für Feinwerktechnik in Furtwangen. Anschließend war er Direktor der Staatlichen Ingenieurschule Heilbronn (Vorläuferschule der heutigen Hochschule Heilbronn), die am 17. April 1961 gegründet wurde. 1969 trat er in den Ruhestand.

## Schriften
- Technische Laufwerke einschließlich Uhren, Springer Verlag 1958, ISBN 978-3-941539-44-0

| Personendaten    | Personendaten |
| ---------------- | --- |
| NAME             | Aßmus, Friedrich |
| KURZBESCHREIBUNG | deutscher Physiker, Gründungsdirektor der Staatlichen Ingenieurschule für Feinwerktechnik in Furtwangen und der Staatlichen Ingenieurschule Heilbronn |
| GEBURTSDATUM     | 24. September 1907 |
| GEBURTSORT       | Straßburg |
| STERBEDATUM      | 20. März 1992 |
| STERBEORT        | Gemmingen |